# عبد العزى بن قصي
عبد العُزَّى بن قُصَي بن كلاب أحد رجال قريش، وينتسب إليه بنو عبد العزى.

## نسبه
- عبد العزى بن قصي بن كلاب بن مرة بن كعب بن لؤي بن غالب بن فهر بن مالك بن النضر بن كنانة بن خزيمة بن مدركة بن إلياس بن مضر بن نزار بن معد بن عدنان.[2] وينحدر من نسله العديد من أعلام قريش، أمثال ورقة بن نوفل وخديجة بنت خويلد والزبير بن العوام وحكيم بن حزام وعبد الله بن الزبير.

- أمه: حُبَّى بنت حُلَيل بن حبشية بن سلول بن كعب بن عمرو وهو خزاعة بن ربيعة وهو لحي بن عامر بن عمير (قمعة) بن إلياس بن مضر بن نزار بن معد بن عدنان.